# Wilma Pastrana
Wilma Pastrana Jiménez (31 de marzo de 1970) es una contadora pública autorizada y esposa del exgobernador de Puerto Rico, Alejandro García Padilla. Pastrana fue la 13.º primera dama de Puerto Rico desde el 2 de enero de 2013 hasta el 2 de enero de 2017, fecha en la que fue sucedida por Beatriz I. Rosselló. Trabajó con programas para mejorar la educación de los niños, salud, y bienestar en la isla.

## Biografía
Wilma Pastrana Jiménez nació en San Juan, Puerto Rico. Creció en Río Piedras y se graduó con honores del Colegio Nuestra Señora del Pilar. Obtuvo un Bachillerato en Administración Empresarial en la Universidad de Boston antes de regresar a Puerto Rico y obteniendo una licencia de CPA.
Jiménez trabajó con negocios y organizaciones como Deloitte & Touche, GlaxoSmithKline, Panell Kerr and Foster, así como en el Centro de Convenciones de Puerto Rico y en la Compañía de Turismo . Cuándo su esposo ganó el puesto de Gobernador de la Isla, Jiménez trabajó con funciones adicionales, incluyendo iniciativas para combatir la obesidad infantil y mejorar la salud, para proporcionar espacios seguros y oportunidades del desarrollo para los niños que viven con incapacidades, para enseñar nutrición y habilidades de jardinería por todo el país y muchos otros programas de servicio sociales para el bienestar comunitario.